# Боровуха (Борисовський район)
Боровуха (біл. вёска Баравуха) — село в складі Борисовського району Мінської області, Білорусь. Село підпорядковане Мойсеївщинській сільській раді, розташоване в північно-східній частині області.